# Rhynchotechum
Rhynchotechum, rod gesnerijevki iz podtribusa Leptoboeinae, dio tribusa Trichosporeae. Sastoji se od 22 vrste iz tropske i suptropske Azije.

## Etimologija
Ime roda dolazi od grčkog ρυνχος, rhynchos, kljun, i (?) τοιζος, toichos = zid; značenje imena je nejasno.

## Opis
Rhynchotechum vrste su grmovi s uspravnom, drvenastom stabljikom koja može biti razgranata ili nerazgranata. Postoji dvadesetak vrsta rasprostranjenih u južnoj Aziji, uključujući sjeveroistočnu Indiju, Nepal, Butan, jugozapadnu i južnu Kinu, jugoistočnu Aziju i cijelu Maleziju do Nove Gvineje.
Nerazvijeni plod ("bobica") formalni je lik koji povezuje Rhynchotechum s Cyrtandrom, ali njih dvoje vjerojatno nisu povezani (kao što je sugerirano njihovim prethodnim smještajem u plemenu Cyrtandreae). Ovo gledište podupire različiti broj kromosoma (2n=18/20) koji je u snažnom kontrastu s jedinstvenim brojem 2n=34 u Cyrtandri. I novi morfološki (Burtt, neobjavljeno) i molekularni podaci sugeriraju da je Rhynchotechum srodnik Boeice i stoga pripada prilično primitivnim rodovima azijskih Gesneriaceae. Fitokemijski je izvanredna prisutnost antrahinona (Lu et al. 1998.), koji se koriste kao prekursor boja i u proizvodnim procesima.

## Vrste
1. Rhynchotechum alternifolium C. B. Clarke
2. Rhynchotechum angustifolium Ridl.
3. Rhynchotechum brandisii C. B. Clarke
4. Rhynchotechum brevipedunculatum J. C. Wang
5. Rhynchotechum burmanicum B. M. Anderson
6. Rhynchotechum calycinum C. B. Clarke
7. Rhynchotechum copelandii (Elmer) Elmer ex Merr.
8. Rhynchotechum discolor (Maxim.) B. L. Burtt
9. Rhynchotechum ellipticum (Wall. ex D. Dietr.) A. DC.
10. Rhynchotechum eximium (Clarke) Schltdl.
11. Rhynchotechum formosanum Hatus.
12. Rhynchotechum gracile B. M. Anderson
13. Rhynchotechum hookeri (C. B. Clarke) B. M. Anderson
14. Rhynchotechum lalashanense S. S. Ying
15. Rhynchotechum longipes W. T. Wang
16. Rhynchotechum nirijuliense Taram & D. Borah
17. Rhynchotechum obovatum (Griff.) B. L. Burtt
18. Rhynchotechum parviflorum Blume
19. Rhynchotechum permolle (Nees) B. L. Burtt
20. Rhynchotechum uniflorum S. S. Ying
21. Rhynchotechum vestitum Wall. ex C. B. Clarke
22. Rhynchotechum vietnamense B. M. Anderson